# Luise Holle
Luise Holle, geb. Luise Meyer, (* 17. Mai 1864 in Bremerhaven; † 19. Juli 1936 in Bremen) war eine deutsche Kochbuchautorin. 

## Leben

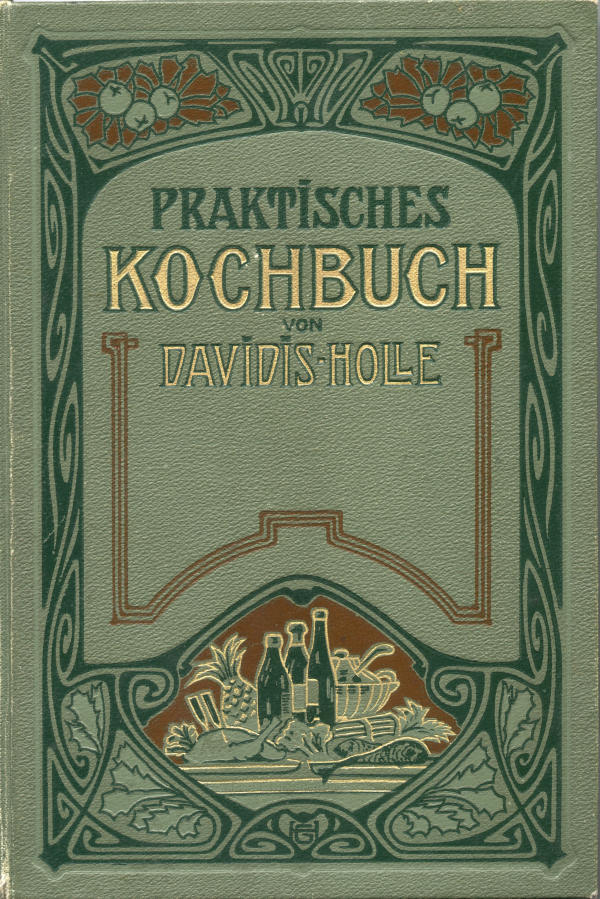
Davidis-Holle: Praktisches Kochbuch von 1904

Holle war die Tochter des Bremerhavener Stadtrendanten Johann Meyer. Sie heiratete den Pädagogen Dr. Gustav Holle. Von 1892 bis 1942 redigierte sie den berühmten Klassiker, das Praktische Kochbuch von Henriette Davidis, das als Kochbuch zur Grundausstattung vieler deutscher Haushalte gehörte. Seit der 32. Auflage vom 1892 überarbeitete Holle das Kochbuch umfassend. Neben technischen Neuerungen fügte sie vor allem Gerichte der feinen Küche und Krankenspeisen hinzu sowie Kapitel Über die Verwertung von Resten und zur Kunst des Wirtschaftens. Sie machte weiterhin Vorschläge zum Anrichten der Speisen und für den Speisezettel. Aus dem reinen Kochbuch wurde zunehmend auch ein Haushaltungsbuch. Darüber hinaus schrieb sie weitere Kochbücher.
Seit 1918 lebte sie als Witwe in Vegesack, Bremer Straße 52. Hier gründete sie den Hausfrauenverein.

## Werke
- Im deutschen Hause : ein Ratgeber und Helfer für das gesamte häusliche Leben der deutschen Familie. König, Hanau 1903.
- Henriette Davidis, Luise Holle: Praktisches Kochbuch für die gewöhnliche und feinere Küche. Velhagen und Klasing, Bielefeld von 1892 bis 1942
- Die Kochkiste; ein unentbehrliches Hilfsmittel jeder Küche. H. Hillger, Berlin 1907,  LCCN: 52057646.
- Praktisches Kriegskochbuch. Verlag Velhagen & Klasing, Bielefeld 1916.
- Hört meinen Rat: Esst mehr Salat! Illustriert von Paul Simmel. Essigsäure-Gesellschaft, Frankfurt um 1930.